# Grand Prix Švýcarska
Grand Prix Švýcarska se poprvé konala v roce 1934 na okruhu Bremgarten položeném nedaleko Bernu. V letech 1934–1939 zde dominovali výhradně němečtí piloti a německé vozy. V poválečné době se závody Formule 1 do Švýcarska vrátily a v roce 1950 byla Grand Prix Švýcarska zařazena do seriálu mistrovství světa a setrvala tam až do roku 1954. V roce 1955 došlo k tragické události při závodě 24 hodin v Le Mans, při které zahynulo přes 80 diváků. Proto se švýcarská vláda rozhodla zakázat pořádání automobilových závodů na území Švýcarska. V roce 1982 byla Velká cena Švýcarska znovu zařazena do seznamu Velkých cen, tentokrát se konala na francouzském okruhu Dijon a byla to poslední vypsaná Velká cena Švýcarska pro vozy Formule 1.

## Vítězové Grand Prix Švýcarska
Tučně jsou znázorněni účastníci aktuální sezóny šampionátu Formule 1.
Růžové pozadí znázorňuje závody, které nebyly součástí šampionátů Formule 1.
Žluté pozadí znázorňuje závody, které byly vypsány jako Předválečné evropské mistrovství.

### Opakovaná vítězství (jezdci)
| Počet vítězství | Jezdec             | Roky             |
| --------------- | ------------------ | ---------------- |
| 3               | Rudolf Caracciola  | 1935, 1937, 1938 |
| 2               | Alberto Ascari     | 1949, 1953       |
| 2               | Juan Manuel Fangio | 1951, 1954       |

### Opakovaná vítězství (týmy)
| Počet vítězství | Konstruktér | Roky                         |
| --------------- | ----------- | ---------------------------- |
| 5               | / Mercedes  | 1935, 1937, 1938, 1939, 1954 |
| 4               | Alfa Romeo  | 1947, 1948, 1950, 1951       |
| 4               | Ferrari     | 1949, 1952, 1953, 1975       |
| 2               | Auto Union  | 1934, 1936                   |

### Opakovaná vítězství (dodavatelé motorů)
| Počet vítězství | Dodavatel  | Roky                         |
| --------------- | ---------- | ---------------------------- |
| 5               | / Mercedes | 1935, 1937, 1938, 1939, 1954 |
| 4               | Alfa Romeo | 1947, 1948, 1950, 1951       |
| 4               | Ferrari    | 1949, 1952, 1953, 1975       |
| 2               | Auto Union | 1934, 1936                   |

### Vítězové v jednotlivých letech
| Rok         | Jezdec              | Konstruktér   | Trať               | Výsledky  |
| ----------- | ------------------- | ------------- | ------------------ | --------- |
| 1982        | Keke Rosberg        | Williams-Ford | Dijon-Prenois      | Výsledky  |
| 1981 – 1976 | Nejelo se           | Nejelo se     | Nejelo se          | Nejelo se |
| 1975        | Clay Regazzoni      | Ferrari       | Dijon-Prenois      | Výsledky  |
| 1974 – 1955 | Nejelo se           | Nejelo se     | Nejelo se          | Nejelo se |
| 1954        | Juan Manuel Fangio  | Mercedes      | Circuit Bremgarten | Výsledky  |
| 1953        | Alberto Ascari      | Ferrari       | Circuit Bremgarten | Výsledky  |
| 1952        | Piero Taruffi       | Ferrari       | Circuit Bremgarten | Výsledky  |
| 1951        | Juan Manuel Fangio  | Alfa Romeo    | Circuit Bremgarten | Výsledky  |
| 1950        | Giuseppe Farina     | Alfa Romeo    | Circuit Bremgarten | Výsledky  |
| 1949        | Alberto Ascari      | Ferrari       | Circuit Bremgarten | Výsledky  |
| 1948        | Carlo Felice Trossi | Alfa Romeo    | Circuit Bremgarten | Výsledky  |
| 1947        | Jean-Pierre Wimille | Alfa Romeo    | Circuit Bremgarten | Výsledky  |
| 1946 – 1940 | Nejelo se           | Nejelo se     | Nejelo se          | Nejelo se |
| 1939        | Hermann Lang        | Mercedes-Benz | Circuit Bremgarten | Výsledky  |
| 1938        | Rudolf Caracciola   | Mercedes-Benz | Circuit Bremgarten | Výsledky  |
| 1937        | Rudolf Caracciola   | Mercedes-Benz | Circuit Bremgarten | Výsledky  |
| 1936        | Bernd Rosemeyer     | Auto Union    | Circuit Bremgarten | Výsledky  |
| 1935        | Rudolf Caracciola   | Mercedes-Benz | Circuit Bremgarten | Výsledky  |
| 1934        | Hans Stuck          | Auto Union    | Circuit Bremgarten | Výsledky  |